# Łucznictwo na Letnich Igrzyskach Olimpijskich 1920 – cel stały, duży ptak, indywidualnie
Cel stały, duży ptak, indywidualnie były jedną z konkurencji łuczniczych na Letnich Igrzyskach Olimpijskich 1920. Zawody odbyły się w dniu 3 sierpnia. W zawodach uczestniczyło 6 zawodników wszyscy z Belgii.

## Wyniki
Wyniki indywidualne były podstawą do ustalenia klasyfikacji w konkurencji drużynowej. Pod uwagę brano wyniki trzech najlepszych zawodników z sześcioosobowych zespołów, lecz medale otrzymywali wszyscy zawodnicy z zespołu.
| Miejsce | Zawodnik             | Wynik |
| ------- | -------------------- | ----- |
| 1       | Edmond Cloetens      | 13    |
| 2       | Louis Van De Perck   | 11    |
| 3       | Firmin Flamand       | 7     |
| 4       | Edmond Van Moer      | 6     |
| 5       | Joseph Hermans       | 5     |
| 6       | Auguste Van De Verre | 3     |